# Patrick Troughton
Patrick George „Pat“ Troughton (25. března 1920 Mill Hill – 28. března 1987 Columbus) byl anglický herec, známý díky svým rolím v sci-fi, fantasty a hororových filmech, a to zejména díky jeho roli Druhého doktora v britském sci-fi seriálu Doctor Who, kterého hrál od roku 1966 do roku 1969. Později se v seriálu objevil i v roce 1973, 1983, a 1985.

## Mládí
Troughton se narodil 25. března 1920, v Mill Hill v Middlesexu v Anglii do rodiny advokáta Alec George Troughton a Dorothy Evelyn Offord. Měl staršího bratra, Alece Roberta (1915 – 1994 ), a mladší sestru, Mary Edith (1923 – 2005). Troughton navštěvoval Mill Hillskou školu a dále žil v Mill Hill pro většinu z jeho života. Jeho bratr AR ('Robin') Troughton získal roku 1933 cenu Waltera Knoxe za chemii spolu s budoucím nositelem Nobelovy ceny Francisem Crickem, který chodil na stejnou školu jako Patrick.
Troughton později navštěvoval školu herectví na Swiss Cottage, studoval u Eileen Thorndike. Po jeho čas na škole herectví,získal Troughton stipendium na Leighton Rallius Studios na John Drew Memorial Theatre na Long Islandu v New Yorku, USA.

## Druhá světová válka
Když začala druhá světová válka, Troughton se vrátil domů na belgické lodi, kterou postihla námořní mina a potopila se u pobřeží Velké Británie. Troughton unikl v záchranném člunu. V roce 1940 nastoupil do královského námořnictva a byl povýšen na nadporučíka s RNVR. Byl nejprve zaměstnaný na východním pobřeží Convoy od února do srpna 1941, a pak sloužil s pobřežními silami Motor Gun Boats se sídlem v Great Yarmouth od listopadu 1942 do roku 1945.